# Storytone
| 전문가 평가         | 전문가 평가 |
| 총 점수             | 총 점수     |
| 출처                | 점수        |
| ------------------- | ----------- |
| 메타크리틱          | 60/100      |
| 평가 점수           |             |
| 출처                | 점수        |
| AllMusic            | [ 2 ]       |
| American Songwriter | [ 3 ]       |
| The A.V. Club       | D           |
| Exclaim!            | 7/10        |
| The Guardian        | [ 6 ]       |
| Mojo                | [ 7 ]       |
| Paste               | 7/10        |
| Pitchfork           | 4.8/10      |
| PopMatters          | 6/10        |
| Rolling Stone       | [ 11 ]      |
| Slant Magazine      | [ 12 ]      |

《Storytone》은 캐나다의 음악가 닐 영의 서른네 번째 스튜디오 음반으로, 2014년 11월 4일 리프리즈 레코드를 통해 발매되었다. 이 음반은 두 가지 형식으로 발매되었는데, 싱글 디스크는 곡들의 오케스트라 및 빅밴드 편곡을 특징으로 하고, 디럭스 에디션은 곡들의 스트립백 녹음을 포함하고 있다. 영은 이후 세 번째 버전의 음반인 《Mixed Pages of Storytone》을 발매했고, 두 가지 요소를 합쳤다.
《Storytone》은 2014년에 발매된 닐 영의 두 번째 스튜디오 음반으로, 주로 Lo-Fi로 발매된 《A Letter Home》에 이어 발매되었다.

## 배경
2014년 3월, 닐 영은 오케스트라와 함께 음반을 녹음하는 것에 관심을 표명하며 "저는 완전한 오케스트라와 함께 음반을 만들고 싶습니다, 하나의 마이크로 모노 레코딩을 라이브로요. 저는 이와 같은 일을 하고 싶습니다. 우리가 실제로 일어난 일을 하나의 관점으로 기록하고 음악가들이 더 가까이, 더 멀리, 더 멀리, 과거처럼 말이죠. 저에게 그것은 도전이고 믿을 수 없는 소리이며 다른 방법으로는 얻을 수 없습니다."라고 말했다.
닐 영과 크레이지 호스의 여름 투어 동안 밴드는 〈Who's Gonna Stand Up?〉이라는 제목의 새 트랙을 공연했고, 이후 이 곡은 크레이지 호스를 빼고 음반에 수록되었다.

## 상업적 성과
이 음반은 빌보드 200 33위, 포크 음반 2위, 톱 록 음반 4위로 데뷔하여 첫 주에 10,768장이 팔렸다. 2015년 6월 기준으로 미국에서 40,000장이 팔렸다.
이 음반은 메타크리틱의 메타스코어 100점 만점에 60점을 받아 "혼합된 또는 평균적인 평가"를 나타낸다. 2018년 로버트 크리스트가우는 음반을 고맙게 여겼으며, 발매 당시 음반을 과소평가했을 수 있다고 제안했고, "오늘날은 영광스러운 일이긴 하지만, 가능한 모든 명예로운 언급에 대해 일일이 언급할 의무가 없다고 느끼기 때문에 거의 덧붙이지 않습니다."

## 곡 목록
모든 곡들은 닐 영에 의해 작사/작곡하였다.
| #   | 제목                          | 재생 시간 |
| --- | ----------------------------- | --------- |
| 1.  | 〈Plastic Flowers〉           | 4:06      |
| 2.  | 〈Who's Gonna Stand Up?〉     | 4:23      |
| 3.  | 〈I Want to Drive My Car〉    | 3:08      |
| 4.  | 〈Glimmer〉                   | 4:59      |
| 5.  | 〈Say Hello to Chicago〉      | 4:57      |
| 6.  | 〈Tumbleweed〉                | 3:37      |
| 7.  | 〈Like You Used to Do〉       | 2:39      |
| 8.  | 〈I'm Glad I Found You〉      | 3:39      |
| 9.  | 〈When I Watch You Sleeping〉 | 5:30      |
| 10. | 〈All Those Dreams〉          | 4:25      |